# Anna Junczyk-Paczuska
Anna Junczyk-Paczuska (8 de abril de 1980) es una deportista polaca que compite en tiro con arco, en la modalidad de arco desnudo. Ganó una medalla de bronce en el Campeonato Europeo de Tiro con Arco en Sala de 2022, en la prueba por equipo.

## Palmarés internacional
| Campeonato Europeo en Sala | Campeonato Europeo en Sala | Campeonato Europeo en Sala | Campeonato Europeo en Sala |
| Año                        | Lugar                      | Medalla                    | Prueba                     |
| -------------------------- | -------------------------- | -------------------------- | -------------------------- |
| 2022                       | Laško (Eslovenia)          | Medalla de bronce          | Equipo                     |